# Edoardo Molinari
Edoardo Molinari (Turijn, 11 februari 1981) is een Italiaanse golfprofessional.

## Amateur
Edoardo Molinari heeft een succesvolle amateurscarrière.
- 2001: Italiaans Amateur Kampioenschap
- 2003: Turks Amateur Kampioenschap
- 2005: US Amateur Kampioenschap

Bij deze laatste overwinning is hij de eerste Europeaan die sinds 1911 deze overwinning behaalt. In de finale verslaat hij Dillen Dougherty met 4&3. Als winnaar mag hij in 2006 op de Masters meespelen, met Tiger Woods, en krijgt hij uitnodigingen voor het US Open en het Brits Open.

## Professional
Na het beëindigen van zijn studie aan de Universiteit van Turijn wordt hij in 2006 professional. In 2007 speelt hij op de Challenge Tour (CT), waar hij twee overwinningen behaalt: de Club Colombia Masters en het Tusker Kenya Open. Met zijn broer Francesco, die in 2004 prof werd, speelt hij in 2008 op de Europese PGA Tour. Hij verloor zijn spelerskaart, speelde in 2009 op de Challenge Tour, won daar de Order of Merit en speelt in 2010 weer op de Europese Tour.
Beide broers zijn verbonden aan de Royal Park G&CC buiten Turijn.

### Gewonnen

#### Nationaal
- 2008: Italian Federation Cup

#### Challenge Tour
- 2007: Club Colombia Masters en het Tusker Kenya Open.
- 2008: Piemonte Open
- 2009: Kazakhstan Open, Roma Golf Open

#### Europese Tour
- 2010: Schots Open op Loch Lomond, Johnnie Walker Championship op Gleneagles

#### Japan Golf Tour
- 2009: Dunlop Phoenix

### Teams
- World Cup: 2007, 2009 (winnaars) , beide met zijn broer Francesco.
- Ryder Cup: 2010